# Громадянин
Громадя́нин, жін. громадя́нка горожа́нин, жін. горожа́нка — особа яка має громадянство; житель певної території держави або країни. Ця приналежність є формально юридично оформленою. Як член певного соціуму громадянин має певні права та обов'язки, щодо цього соціуму і підпорядковується певним (прийнятим в громаді) нормам поведінки.

## Трактування терміна
Громадянин — фізична особа, яка належить до певної держави, де вона має відповідний юридичний статус, або співвідносить себе з нею. Громадянин має певні права, а також відповідні обов'язки.
Поняття громадянин визначає місце людини в державі. З юридичної точки зору громадянин — це загальне поняття, а індивідуальне поняття громадянина вміщено в його громадянській позиції — у певному ставленні до різних суспільних явищ і процесів з урахуванням інтересів суспільства та держави. Власне від умов соціалізації в суспільстві, від родинного виховання, від рівня розвитку особистої культури й освіченості залежить рівень громадянськості певної особи. Формування громадянськості відбувається у процесі соціалізації особи через систему суспільних відносин.
Громадянин — фізична особа, правовий статус якої зумовлений належністю до громадянства певної держави. Громадяни становлять найчисельнішу категорію населення. Вони також володіють повнішим обсягом прав і свобод, ніж інші категорії населення — іноземці та особи без громадянства. Громадянин — це завжди людина. Але в юридичному значенні не кожна людина може бути громадянином. Це зумовлено певними відмінностями у правовому статусі громадянина і людини. Права останньої мають природний та невідчужуваний характер, тоді як права громадянина визначаються належністю людини до громадянства певної держави. При цьому правові статуси громадянина і людини багато в чому збігаються і переплітаються. Тому чимало конституцій держав, в тому числі України, містять загальні розділи про права, свободи та обов'язки людини й громадянина.
Громадянин  — фізична особа, що має стійкий правовий зв'язок з конкретною державою, що проявляється у взаємних правах та обов'язках. З поміж усіх конституційно-правових статусів саме громадянство надає найбільше переваг для особи, особливо коли мова йде про політичні права та участі в управлінні державними справами.